# Rolf Schneebiegl
Rolf Schneebiegl (eigenlijk: Roland Richard Gottfried Leo Schneebiegl) (Rodisfort bij Karlovy Vary, 8 juni 1924 – Bühl, 10 augustus 2004) was een Duits componist, dirigent, hoornist, trompettist en slagwerker (vibrafoon) van Tsjechische afkomst. Hij was in 1952 de stichter en dirigent van de Original Schwarzwaldmusikanten.

## Levensloop
Schneebiegl studeerde aan de muziekvakschool in Bečov nad Teplou met het hoofdvak hoorn, piano, viool en harmonieleer. Op 17-jarige leeftijd werd hij hoornist in het stedelijk orkest Most. Tijdens de Tweede Wereldoorlog was hij soldaat en werd in 1943 aan de front in Rusland gewond, zo dat hij niet meer aan de front moest en in casino's van de officiëren piano, accordeon en contrabas speelde. Aansluitend was hij lid in een kuur- en symfonieorkest in Mariánské Lázně. Na de oorlog kwam hij naar Beieren en was een tijd lang hoornist in het operaorkest van Regensburg.
Hij speelde daar jazz bij Hans Rosenfelder in 1947 en bij Freddie Brocksieper (1948). Samen met Max Greger richtte hij in München het Enzian-Sextet op. In 1952 werd hij trompettist in het orkest van Kurt Edelhagen, die toen leider van de Bigband van de Südwestfunk (SWF), de voorganger van de Südwestrundfunk (SWR), in Baden-Baden was. Verschillende leden van dit orkest spelden in hun vrije tijd populaire, volkse werken en zo kwam het idee een blaaskapel op te richtten. Dat was de geboorte van de „Original Schwarzwaldmusikanten“. Korte tijd later kwam de als solist succesrijke trompettist Walter Scholz erbij.
Schneebiegl speelde ook nog onder Eddie Sauter in de SWF-Bigband en onder leiding van Rolf-Hans Müller in het SWF-dansorkest. Hij had ook eigene jazz-combo's en speelde met Hans Koller en in 1964 met Friedrich Gulda en in de jazz-workshop van de Norddeutscher Rundfunk.
Sinds 1977 was hij ook dirigent van de Musikverein Stadtkapelle Freistett e.V..
De Schwarzwaldmusikanten nomen eigene langspeelplaten op en wonen prijzen, onder andere de „Preis der Deutschen Phonoakademie“ als beste blaskapel. Tot 1987 was het orkest ook in meerdere tv- en omroepuitzendingen de horen en te zien. Tijdens het Wereld Muziek Concours in Kerkrade verzorgden zij in 1981 ook een concert samen met Walter Scholz en het zangduo Gaby en Jörg Seitz.

## Composities

### Werken voor harmonieorkest
- 1958 Fidele Posaunen, voor drie trombones solo en harmonieorkest
- 1964 Schwarzwaldmusikanten-Marsch
- 1967 Posaunen-Tango, voor trombone solo en harmonieorkest
- 1979 Bella Italia, voor trompet solo en harmonieorkest
- Affentaler Polka
- Der Holzwurm
- Die Schwarzwalduhr in meinem Elternhaus
- Gartenfest-Polka
- Honigkuchenherzle
- Mit trinket e Viertele